# Фріда Інескорт
Фріда Інескорт (англ. Frieda Inescort, при народженні Райтман (англ. Wrightman); 29 червня 1901 — 26 лютого 1976) — шотландська акторка.

## Життєпис
Народилася в Единбурзі в сім'ї журналіста й акторки. Після розлучення батьків залишилася з матір'ю, хоча більшу частину часу провела в школах-інтернатах. У 1911 році вона з матір'ю перебралася в США, але після закінчення Першої світової війни вони знову повернулися до Великої Британії, де влаштувалися в Лондоні. Спочатку Рейтман працювала особистою секретаркою одного з членів британського парламенту, а потім стала помічницею Ненсі Астор. У липні 1919 року його супроводжувала Астор під час її поїздки США, після чого вирішила не повертатися на батьківщину. У США вона продовжили роботу як секретарка у британському консульстві в Нью-Йорку.
На початку 1920-х, завдяки знайомству з одним з театральних продюсерів, потрапила на Бродвей, де незабаром домоглася перших акторських успіхів. Наступні роки багато грала на театральних сценах Нью-Йорка, а в 1935 році відбувся її голлівудський дебют в драмі Темний ангел. Далі були ролі в таких фільмах, як «Марія Шотландська» (1936), «Новий світанок» (1937), «Гордість і упередження» (1940), «Лист» (1940), «Ти ніколи не будеш багатшим» (1941), «Місія в Москву» (1943) і «Місце під сонцем» (1951). Випадковий зліт і хвиля успіху спонукали заздрість і ревнощі з боку її матері, через що вони майже перестали спілкуватися. У 1950-х Інескорт також була частою гостею на телебаченні, де у неї були ролі в телесеріалах «Лист до Лоретті», «Порт», Перрі Мейсон і «Бунтівник».
У 1960 році, під час зйомок її останньої картини «Переповнені небеса», у акторки почалися проблеми зі здоров'ям через діагностований у неї ще багато років тому розсіяний склероз. Рік по тому ситуацію посилило самогубство її чоловіка, сценариста Бена Рея Редмана, з яким вони були одружені з 1926 року. До середини 1960-х акторка стала практично недієздатною і пересувалася в інвалідному візку. У 1973 році, будучи не в змозі дбати про себе, Фріда Інескорт переїхала в будинок для літніх акторів кіно і телебачення в Вудленд-Гіллз, де померла через три роки у віці 74 років.

## Фільмографія
- 1940 — Гордість і упередження / Pride and Prejudice
- 1951 — «Місце під сонцем» / A Place in the Sun — місіс Енн Вікерс